# Jean-Marie Luton
Jean-Marie Luton (Chamalières, 4 agosto 1942 – Parigi, 16 aprile 2020
) è stato un ingegnere aerospaziale francese, che è stato direttore generale dell'Agenzia Spaziale Europea dal 1990 al 1997.

## Biografia
Nato nel 1942 a Chamalières, nell'arrondissement di Clermont-Ferrand, si è laureato in ingegneria nel 1961 all'École polytechnique. Nello stesso anno è stato assunto dal Centre national de la recherche scientifique (CNRS), dove ha svolto ricerche nell'ambito delle missioni dell'Orbiting Geophysical Observatory della NASA.
La sua collaborazione con il Centre national d'études spatiales (CNES) è iniziata nel 1971, partecipando ai negoziati che hanno condotto alla formazione dell'Agenzia Spaziale Europea (ESA). Fu assunto dal CNES nel 1974; in seguito è stato nominato a rappresentando l'ente presso il consiglio di amministrazione di Arianespace SA, società dalla quale è stato assunto nel 1987.
Due anni più tardi è nominato direttore generale del CNES e nel 1990 dell'ESA, che ha diretto fino al 1997, quando è stato chiamato a dirigere Arianespace prima come amministratore delegato e, dal 2002, come presidente del consiglio di amministrazione. È andato in pensione nel 2007.

## Onorificenze
È stato insignito del titoli di Ufficiale della Legion d'onore e di Commendatore dell'Ordine nazionale al merito.
È membro dell'International Academy of Astronautics, che l'ha premiato nel 1987, e dell'Association Aéronautique et Astronautique de France.